# Спейн, Фрэнсис
Фрэнсис Джеймс (Фрэнк) Спейн (англ. Francis James "Frank" Spain; 17 февраля 1909, Куитман, Джорджия — 23 июня 1977, Рочестер, Нью-Йорк) — американский хоккеист, нападающий; бронзовый призёр зимних Олимпийских игр 1936 года.

## Биография
Уроженец Джорджии, округа Брукс. Проживал в Уобане (штат Массачусетс), где учился играть в хоккей на замёрзших прудах. Учился в школе Филлипса в Эксетере и в Дартмутском колледже (окончил[уточнить] по специальности «философия»). Играл в хоккей с шайбой и в бейсбол. После колледжа выступал за клуб «Бостон Олимпикс», некоторое время путешествовал по Европе. Служил на флоте. В 1941 году женился и переехал в Рочестер (штат Нью-Йорк), где занялся бизнесом и создал компанию Grinding Supply Inc.
В 1936 году Спейн завоевал бронзовые медали зимних Олимпийских игр в Гармиш-Партенкирхене в составе сборной США по хоккею с шайбой. Медаль в настоящее время является экспонатом Хоккейного зала славы США в Эвелете (штат Миннесота).